# Río Bolshói Elburgan
El río Bolshói Elburgan (en ruso: Большой Эльбу́рган) es un río del Cáucaso septentrional en el raión de Abasia de la república de Karacháyevo-Cherkesia del sur de Rusia. Es un afluente por la derecha del río Mali Zelenchuk, que desemboca en el río Kubán.

## Curso
El río nace en la vertiente oeste del monte Jabas, que separan sus aguas de las del valle del Kubán. Su curso discurre por 8.5 km por un estrecho valle en dirección noroeste hasta la desembocadura en la orilla derecha del Mali Zelenchuk al norte de Elburgan, frente a Zeyuko.

## Flora
En los valles de los ríos Pjomafuko (332 ha) y Elburgan (2439 ha), hay una población protegida de tejo de Jabez.